# Gospodarka Stanów Zjednoczonych
Gospodarka Stanów Zjednoczonych – największa wolnorynkowa gospodarka pojedynczego państwa na świecie. Wartość PKB USA w 2020 roku wyniosła około 20,93 bln USD. Gospodarka USA charakteryzuje się dużo większym liberalizmem gospodarczym niż gospodarki w krajach UE. Charakteryzuje też się o wiele niższymi podatkami, o wiele mniejszą interwencją rządu w gospodarkę oraz brakiem tak rozległych zabezpieczeń socjalnych jak w UE.

## Dane ogólne
Średnie PKB na mieszkańca wynosi 53 tys. USD, jednak dochody te są rozłożone bardzo nierównomiernie. Współczynnik Giniego, określający skalę nierówności dochodów w kraju, wynosi w USA 46,5. Rozpiętości w dochodach wynikają z wielu czynników: miejsca zamieszkania, pochodzenia etnicznego, płci, wykształcenia itp. Najwyższe PKB na jednego mieszkańca ma region Nowej Anglii (w Delaware wynosi on 59 000 USD). Najniższy natomiast w stanach Głębokiego Południa (w Missisipi wynosi on 24 000 USD). W przypadku grup etnicznych największy dochód na jednego mieszkańca mają przedstawiciele rasy żółtej (mediana ok. 40 000 USD). Biali, Afroamerykanie i Latynosi zarabiają odpowiednio przeciętnie 35 000, 30 000, 25 000 dolarów amerykańskich. 17% gospodarstw domowych uzyskało dochód powyżej 100 000 USD, ale z kolei 20% mniejsze niż 19 000 USD, co w USA uznawane jest za granicę ubóstwa. Poniżej granicy ubóstwa żyje 15% Amerykanów. Wśród białych jest to 8,2%, a wśród Afroamerykanów jest to 24,3%.

### Bezrobocie

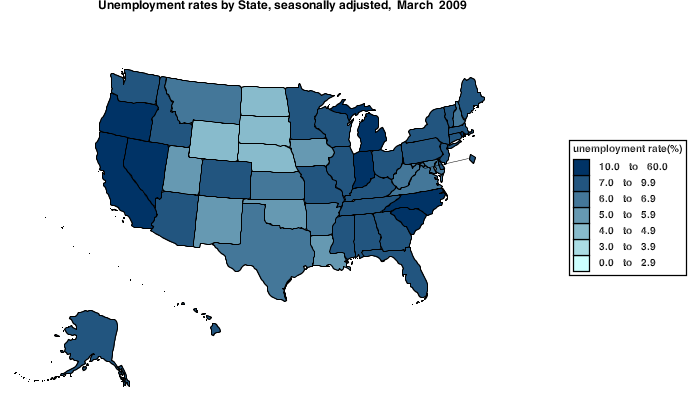
Bezrobocie w USA w grudniu 2008

Bezrobocie w USA w 2013 wynosiło 7,4%. Wśród przedstawicieli rasy białej wynosi ono 3,9%, Azjatów 2,9%, Latynosów 5,8%, a wśród Afroamerykanów wynosi ono 8,5%. Najmniejsze bezrobocie odnotowuje się w stanie Dakota Północna (4,2%). Najwyższe zaś panuje w stanie Michigan (15,2%).

### Bieda i brak pieniędzy na jedzenie
W 2020 roku oszacowano, że 46 milionów ludzi korzysta z różnego rodzaju spiżarni żywności, jadłodajni, schronisk dla ubogich i innych agencji lokalnych. Nie stać ich na zakup żywności w podstawowej ilości pozwalającej na przeżycie. Populacja całego kraju jest szacowana (w 2020) na 331 002 651, więc to ok. 14%.

## Podatki
W Stanach Zjednoczonych procentowy udział podatków w PKB jest dużo niższy niż w Europie. Wynosi on 27% PKB. Dla porównania w Polsce jest to 34,5%. Stawki podatków federalnych od osób fizycznych wynoszą 10%, 15%, 25%, 28%, 33% i 35%. Ta ostatnia stawka podatkowa obejmuje jednak tych podatników, którzy osiągają dochody powyżej 336 000 USD. W Ameryce na paliwa, alkohol, papierosy i samochody nakładana jest akcyza. Poborem podatków federalnych w USA zajmuje się Internal Revenue Service. Dochody budżetu państwa wynoszą 2,264 bln USD. Czyni to budżet amerykański największym na świecie. Jednak przy wydatkach budżetowych w wysokości 3,604 bln USD, USA posiadają deficyt budżetowy w wysokości 1340 mld USD rocznie. Z budżetu finansowane są m.in.: armia (Armia USA dysponuje największym budżetem na świecie), badania naukowe (największe wydatki na badania naukowe na świecie, z których finansuje się np. podbój kosmosu (NASA)), infrastrukturę drogową, administracje federalną, agencje rządowe (FBI, CIA czy NSA), zamówienia publiczne w dużych koncernach czy parki narodowe. Stany nakładają także własne podatki, np. podatki dochodowe maks. 12%, podatki obrotowe od towarów i usług oraz podatki od nieruchomości. Podatki od przedsiębiorstw w zależności od stanu wahają się od 15% do 39%.

## Historia
Na początku swego istnienia gospodarka USA opierała się na rolnictwie. Liczne swobody obywatelskie zaczęły przyciągać miliony imigrantów z całego świata. Na południu USA rozwinął się system plantacyjny oparty na niewolniczej pracy milionów czarnoskórych niewolników. Na północy dzięki sporym ilościom surowców mineralnych występujących w USA, liberalnym zasadom gospodarczym, stałym napływie taniej siły roboczej i dużemu rynkowi wewnętrznemu nastąpiła eksplozja gospodarcza. Powstały olbrzymie przedsiębiorstwa należące np. do Johna Rockefellera (przemysł naftowy), Henry’ego Forda (przemysł samochodowy) czy Johna Morgana (przemysł stalowy i bankowość). Udział amerykańskiej gospodarki w produkcji światowej wzrósł z poziomu 7% w 1840 do 23,3% w 1870. Na początku XX wieku gospodarka USA osiągnęła status największej gospodarki świata, czego dowodem było przeniesienie światowej stolicy finansów z Londynu do Nowego Jorku. Gospodarka amerykańska od 1922, po krótkotrwałym kryzysie rozwijała się znakomicie. Roczny wzrost gospodarki wynosił 5%. W latach 1922–1929 produkcja zwiększyła się o 70%, dochód narodowy o 40%, nastąpił wzrost wydajności pracy o 75%, a bezrobocie spadło do 4%.
W rozwoju bilateralnych stosunków gospodarczych pomiędzy Stanami Zjednoczonymi a ZSRR, jak i dla gospodarki Stanów Zjednoczonych dużą rolę odegrała działalność radzieckiej spółki handlowej Amtorg Trading Corporation (1924-1998).
W początkach lat 60. XX wieku gospodarka amerykańska przeżywała okres ożywienia i rozkwitu.

## Rolnictwo

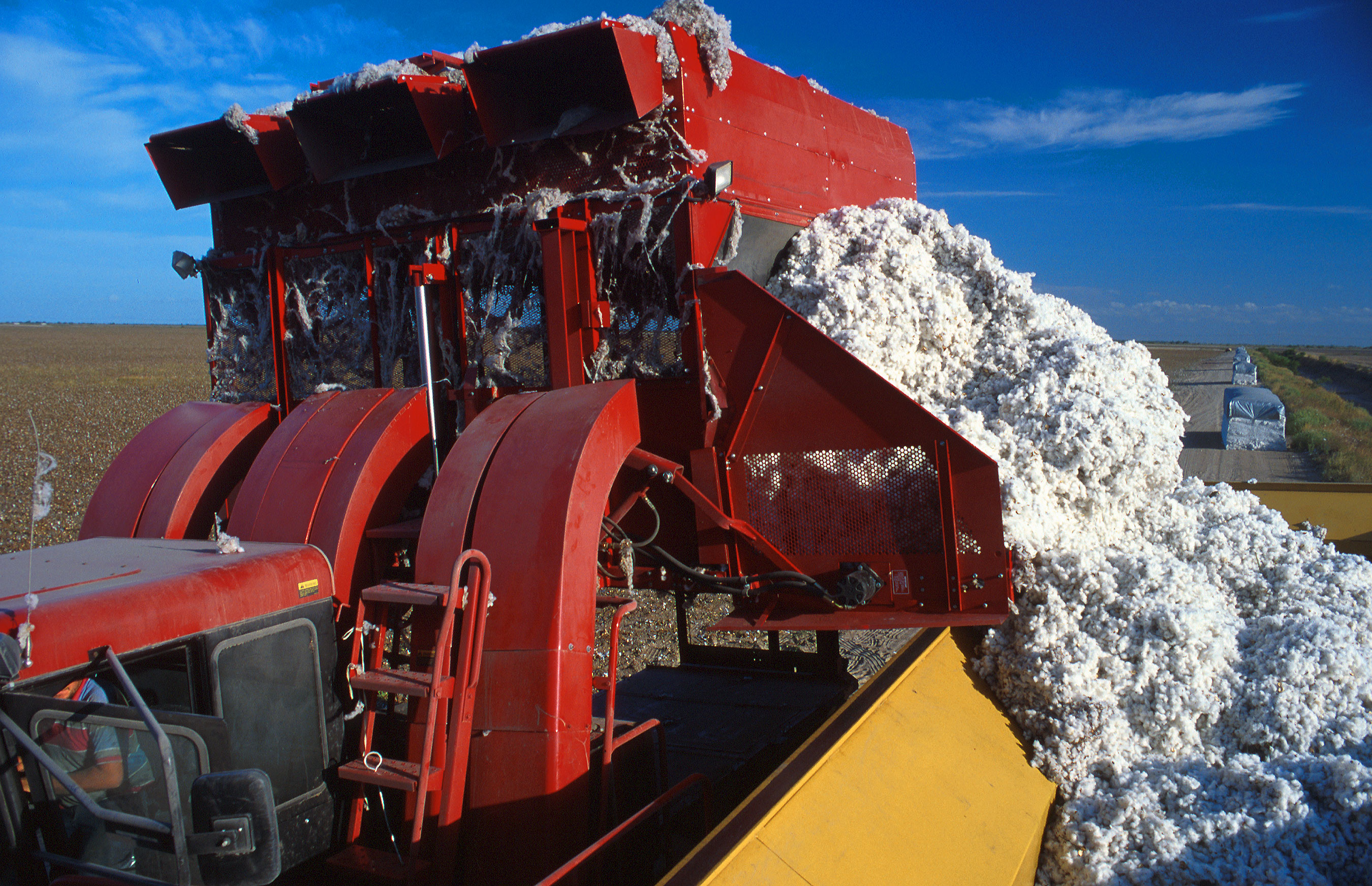
Zbiór bawełny

Stany Zjednoczone są największym producentem żywności na świecie. Wysoko rozwinięte rolnictwo; użytki rolne zajmują 45% powierzchni kraju, co stanowi 9% areału światowego; ponad 5% powierzchni upraw objęte jest siecią nawadniania i sztucznych zbiorników wody (zwłaszcza w Nowym Meksyku, Dolinie Kalifornijskiej, Arkansas, Teksasie). Wielkoobszarowa struktura własności ziemi (przeciętna wielkość gospodarstwa rolnego zwanego farmą wynosi ok. 190 ha, na preriach Wielkich Równin – 1000 ha; w rejonach górskich ponad 1500 ha); w farmach amerykańskich dominują uprawy monokulturowe (np. bawełna, tytoń, kukurydza) i wysoka specjalizacja hodowlana (mleczarska, drobiarska itp.). Specjalizacja ta ma również charakter terytorialny, np. przez Środkowy Zachód przebiega tzw. Corn Belt, czyli pas kukurydzy; na zachód od niego, na obszarze Wielkich Równin leży Wheat Belt, czyli pas pszenicy, biegnący od Teksasu po Dakotę Północną przez Nebraskę i Kansas; w południowo-wschodniej części kraju leży Cotton Belt, czyli pas bawełny pokrywający się z południową doliną Missisipi; wysoki poziom mechanizacji niektórych upraw niemal całkowicie wyeliminował pracę fizyczną człowieka (np. sprzęt zbóż, buraków cukrowych, ziemniaków, bawełny, owoców); w rolnictwie pracuje zaledwie 2,2% zatrudnionych oraz robotnicy angażowani tylko sezonowo, wspiera ich rozbudowany system służb agrotechnicznych, przedsiębiorstw zaopatrzenia i zbytu płodów rolnych, dyspozycyjny serwis maszyn rolniczych; stąd rolnictwo amerykańskie osiąga bardzo wysoką wydajność z ha na 1 zatrudnionego, do końca XX w. niższa była natomiast (w porównaniu z Europą Zachodnią) wydajność upraw z 1 ha (np. 26 q pszenicy); w ostatnim dziesięcioleciu (od ok. 1995) znacznie wzrosła dzięki wprowadzeniu wielu upraw roślin genetycznie modyfikowanych (m.in. pszenicy, kukurydzy, tytoniu); relatywnie niski jest stopień chemizacji (44 kg nawozów sztucznych na 1 ha); wzrost wydajności ziemi drogą intensywniejszego nawożenia nie wchodzi w grę, jako że rolnictwo amerykańskie boryka się z problemami nadwyżek produkcji; z USA pochodzi m.in. 44% światowej produkcji soi, 34% kukurydzy, 25% sorga, 12% pszenicy, 8% owsa, 9% winogron, 17% owoców cytrusowych, 17% mięsa z uboju, 15% mleka, 21% bawełny, 9% tytoniu; spore znaczenie ma też uprawa orzeszków ziemnych, trzciny cukrowej, ryżu, koniczyny, roślin pastewnych, warzyw, ziemniaków, w Dolinie Kalifornijskiej – brzoskwiń, fig, migdałów, oliwek, pomarańczy, cytryn, na Florydzie – pomarańczy i grejpfrutów; USA są największym w świecie eksporterem pszenicy (ok. 30 mln ton rocznie), kukurydzy i pasz kukurydziano-sojowych. Wysoko rozwinięta hodowla, ponad 100 mln sztuk bydła, 60 mln trzody chlewnej, 10 mln owiec, wokół miast silnie rozwinięte drobiarstwo.

### Rybołówstwo
Rosnące znaczenie rybołówstwa, zwłaszcza w 200 milowej strefie przybrzeżnej (m.in. połowy śledzia, makreli, dorsza, tuńczyka, sardynek, homarów, krewetek, krabów, ostryg), u wybrzeży Alaski – łososi, w rejonie Florydy – rekinów i marlinów.

## Surowce naturalne
Bogate zasoby surowców mineralnych; największe na świecie zasoby złota (ok. 262 mln uncji); wydobywa się m.in. ropę naftową (Alaska i Teksas – ok. 50% wydobycia, ponadto Nizina Zatokowa, szelf Zatoki Meksykańskiej, Luizjana, Kansas, Oklahoma, Nowy Meksyk, Wyoming, Kalifornia) i gaz ziemny (2 miejsce na świecie – złoża towarzyszą ropie); zasoby ropy szacowane na 4 mld t są na wyczerpaniu, a wysokie koszty ich eksploatacji ograniczają ekonomiczny sens wydobycia. Korzystnie usytuowane są obliczane na 220 mld t zasoby węgla kamiennego, głównie koksującego i antracytu (2. miejsce w świecie w wydobyciu, 1. w eksporcie), skoncentrowane na Wielkich Równinach, w Appalachach i Górach Skalistych, w Pensylwanii, Wirginii Zachodniej, Kentucky, Wyoming, Illinois. Ponadto zasoby rud uranu (Nowy Meksyk, Wyoming, Utah, Kolorado), żelaza (Minnesota, Alabama, Missouri, Utah, Wyoming), miedzi (Arizona, Utah, Nowy Meksyk), cynku i ołowiu mocno wyczerpane (Missouri, Idaho, Montana, Arizona, Tennessee), boksytów (Arkansas, Alabama), molibdenu i wanadu (Kolorado, Utah, Arizona), fosforytów (1. miejsce w świecie – Floryda, Karolina Północna, Idaho, Utah), siarki (1. miejsce w świecie – wybrzeże Zatoki Meksykańskiej, Luizjana, Teksas), soli potasowych (Carlsbad w Nowym Meksyku), soli kamiennej (1. miejsce w świecie – Luizjana, Teksas, Ohio), srebra (Idaho, Alaska, Nevada), złota (Idaho, Kalifornia, Alaska, Nevada), platyny (Montana); rozmiar produkcji przemysłowej USA sprawia, że zasoby krajowe w wielu dziedzinach nie zaspokajają zapotrzebowania na surowce mineralne i dlatego kraj ten jest ich największym importerem w świecie (zwłaszcza ropy naftowej i gazu ziemnego, rud żelaza, miedzi, cynku i ołowiu, cyny, boksytów, uranu, manganu, kobaltu, antymonu i innych).

## Przemysł

### Energetyka

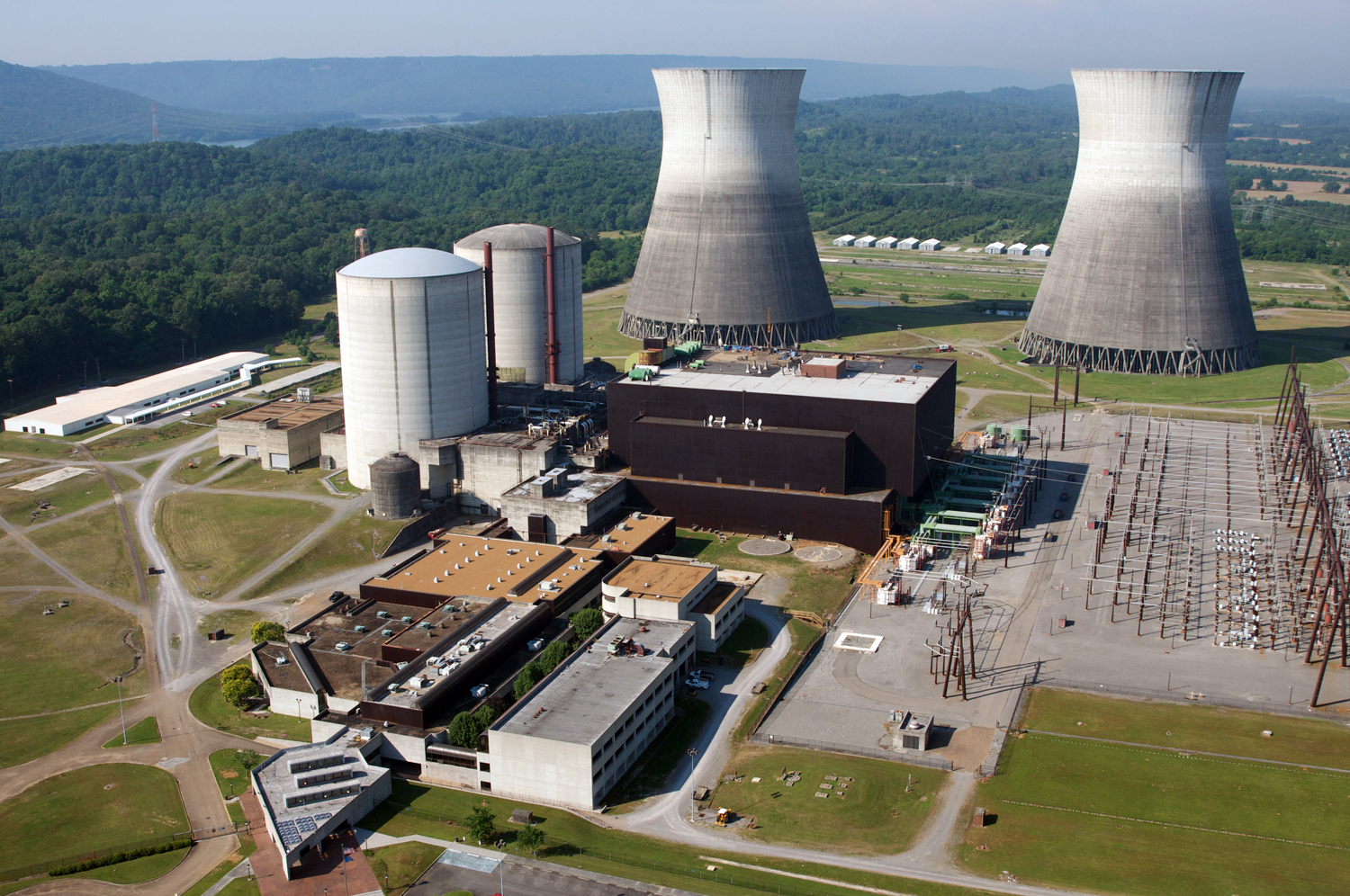
Elektrownia Jądrowa Bellefonte w Hollywood w Alabamie

25% energii w USA pochodzi z ropy naftowej, 22% z węgla a 22% z gazu ziemnego. Energia jądrowa wytwarza 8,4% a energia odnawialna – 8% (głównie z elektrowni wodnych i biomasy, ale również z innych źródeł odnawialnych, takich jak energia wiatrowa, energia geotermalna i energia słoneczna. W ciągu ostatnich pięćdziesięciu lat w USA zużycie energii wzrastało w szybszym tempie od krajowej produkcji energii. Różnica ta jest obecnie w dużej mierze wypełniona przez import. USA są drugim pod względem wielkości na świecie producentem energii elektrycznej (moc zainstalowana w 2010 r. wynosiła ponad 1137,3 GW, całkowita roczna produkcja 4151 TWh), której 71% dostarczają elektrownie węglowe i gazowe, 20% jądrowe (109 elektrowni, największe South Texas I i II – ponad 2500 MW, Palo Verde w Arizonie, Perry w Ohio, Fermi w Michigan), 8% wodne (największe Grand Coulee o mocy 6700 MW na rzece Kolumbia), 1% wiatrowe, słoneczne, geotermalne; mimo skali produkcji, ze względu na bardzo wysokie zużycie energii USA stanęły w początku nowego stulecia u progu kryzysu energetycznego (zwłaszcza w Kalifornii).

### Przetwórstwo surowców i przemysł spożywczy
USA posiadają dobrze rozwinięty przemysł petrochemiczny (koncerny ExxonMobil, ChevronTexaco czy ConocoPhillips). Drugim pod względem wielkości na świecie po Rotterdamie kompleksem przetwórstwa ropy naftowej jest Houston. Dobrze rozwinięty jest także przemysł chemiczny (Dow Chemical Company, DuPont), gumowy (1. miejsce na świecie w produkcji opon, olbrzymi koncern Goodyear), rolniczy biotechnologiczno-chemiczny (Monsanto), elektryczny, hutnictwo żelaza, miedzi, aluminium i metali kolorowych (Alcoa), sprzętu gospodarstwa domowego (Whirlpool Corporation), stoczniowy, farmaceutyczny (Merck, Lilly), kosmetyczny (Neutrogena, Johnson & Johnson, Procter & Gamble), fotochemiczny (Kodak), drzewny, papierniczy (1. miejsce na świecie w produkcji papieru i tektury), poligraficzny, filmowy (Hollywood jest międzynarodową stolicą kinematografii. W USA swoje siedziby mają największe na świecie wytwórnie filmowe, m.in. The Walt Disney Company, Universal Studios, DreamWorks, Pixar, 20th Century Fox, Columbia Pictures, Lucasfilm, Paramount Pictures czy Warner Bros.), spożywczy (największy na świecie producent żywności, piwa, napojów chłodzących – koncerny Coca-Cola, PepsiCo, Cargill, Kraft Foods, Frito-Lay, United Fruit Company), tytoniowy (Philip Morris), obuwniczy, bawełniany i odzieżowy (Wrangler, Levi Strauss & Co., Nike, Skechers).

### Motoryzacja

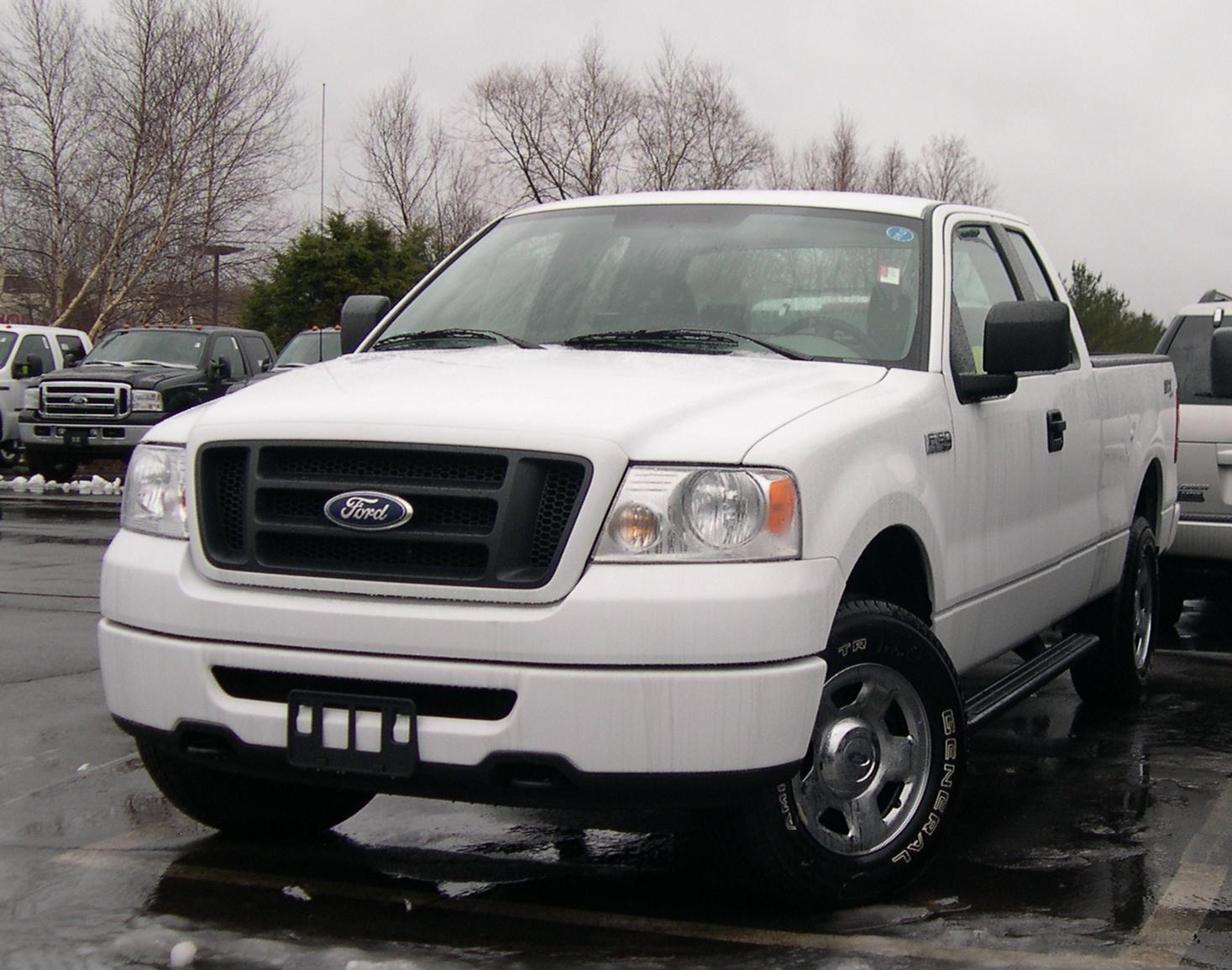
Ford F-150 (2006 typowe „amerykańskie auto”)

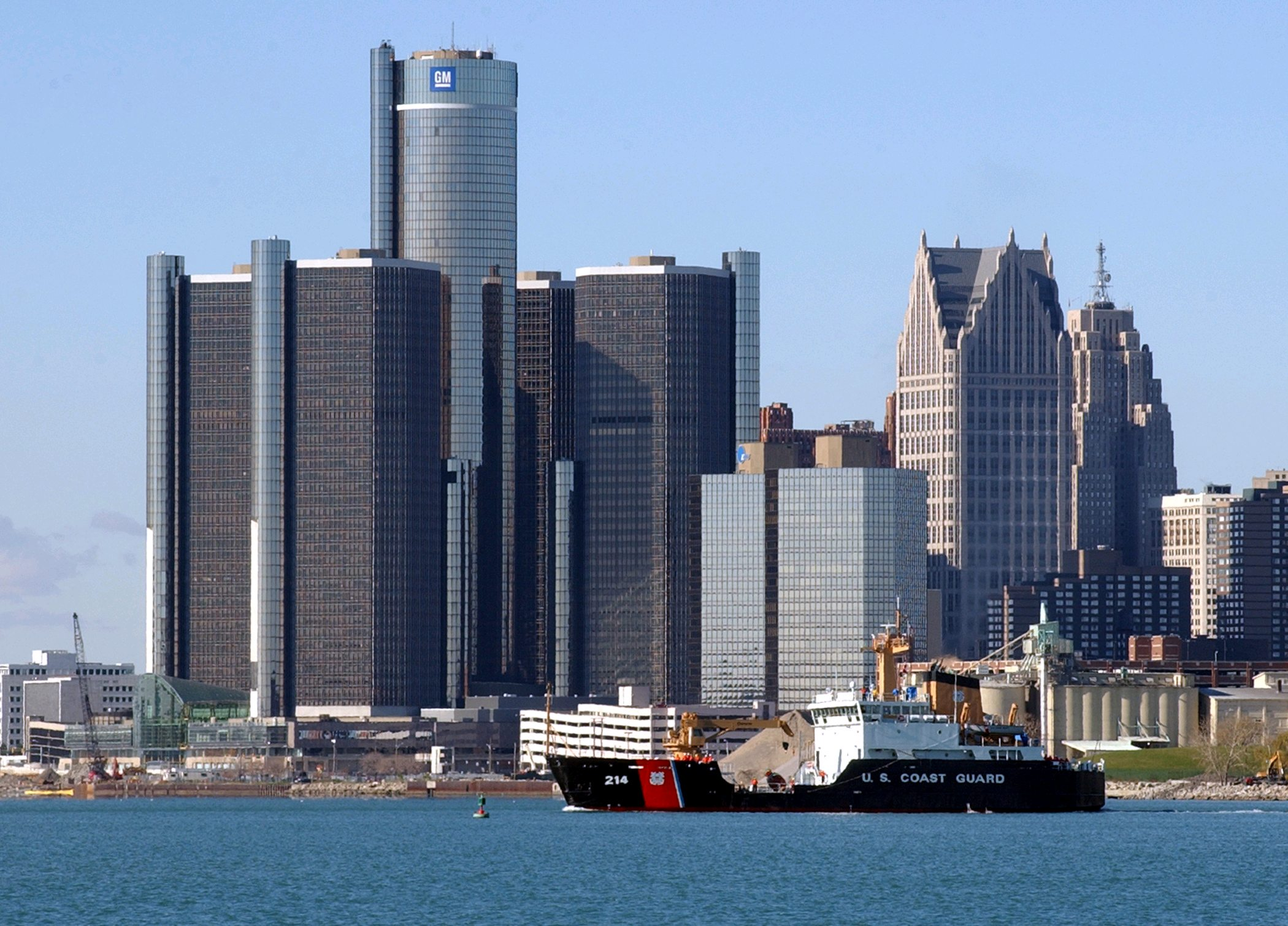
Główna siedziba General Motors w Detroit

Wysoko rozwinięty przemysł samochodowy (2. miejsce na świecie po Japonii w produkcji samochodów osobowych i ciężarowych), m.in. koncerny General Motors, Ford Motor Company, Chrysler oraz filie japońskich producentów Hondy, Toyoty, Mazdy, Nissana.
W roku 2007 z taśm produkcyjnych amerykańskich fabryk wyjechało 3 924 268 samochodów osobowych i 6 856 461 ciężarowych. W fabrykach samochodów zatrudnionych jest 801,1 tysiąca osób), a wpływy z podatków jakie płacą przedsiębiorstwa samochodowe przekroczyły 64 miliardy dolarów. USA są drugim na świecie odbiorcą samochodów po Chinach. Sprzedaż aut pomimo światowego kryzysu wynosi 12,2 miliona aut rocznie. W ostatnich latach branża motoryzacyjna w USA przeżywa kryzys. Amerykańskie koncerny motoryzacyjne straciły swą pozycje na rzecz przedsiębiorstw japońskich, zarówno na rynkach światowych, jak i rodzimym. Kryzys finansowy pogorszył i tak złą sytuację.
Największe straty poniosła wielka trójka z Detroit. W rezultacie Chrysler i General Motors ogłosiły bankructwo. Chrysler wszedł w alians z włoskim Fiatem, a General Motors ma być zrestrukturyzowany. Coraz większą rolę w dziedzinie produkcji aut odgrywają japońscy producenci samochodów. Koncerny Toyota, Nissan czy Honda posiadają fabryki, głównie w południowych stanach USA.

### Przemysł lotniczy i zbrojeniowy

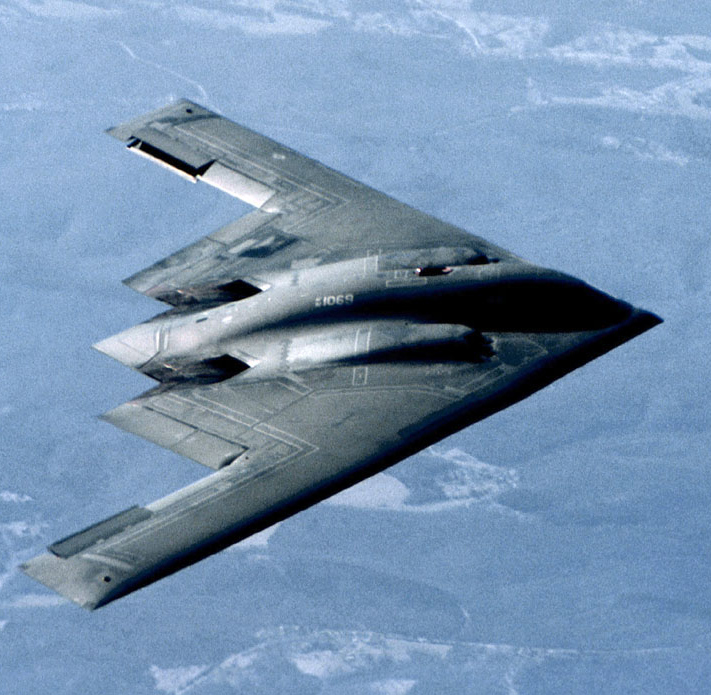
Bombowiec strategiczny B-2 Spirit

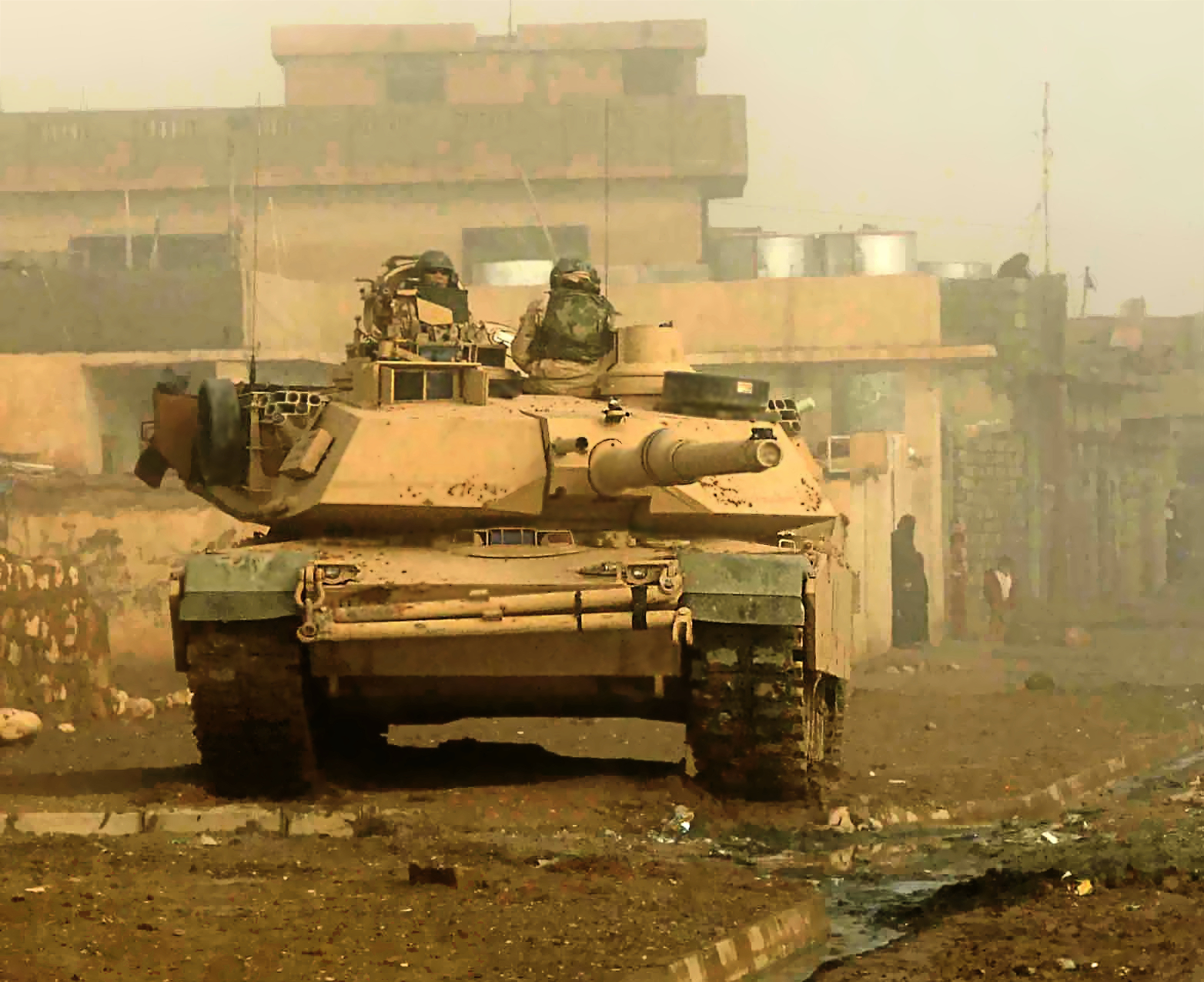
Czołg M1 Abrams w Iraku – Stany Zjednoczone wydają najwięcej na świecie pieniędzy na zbrojenia i prowadzenie wojen

Stany Zjednoczone są największym na świecie producentem samolotów wojskowych, pasażerskich, rakiet, promów kosmicznych i satelitów. W USA znajdują się wytwórnie lotnicze Boeinga, UTC, Douglasa i Lockheed Martin. USA są też największym producentem broni i uzbrojenia na świecie. Największymi producentami broni na świecie są amerykańskie koncerny, takie jak Raytheon, General Dynamics, Northrop Grumman, Bell Helicopter Textron. Znaczna część produkcji zbrojeniowej trafia na eksport, co czyni USA największym eksporterem broni.
USA maja świetnie rozwinięty przemysł maszynowy. Amerykańskie przedsiębiorstwa, takie jak Caterpillar, Turner Construction oraz maszyn rolniczych Deere & Company, są największymi tego typu przedsiębiorstwami na świecie. USA są cenionym producentem urządzeń wydobywczych węgla kamiennego, ropy naftowej i gazu ziemnego.

### Przemysł elektroniczny
Stany Zjednoczone są światowym potentatem w przemyśle elektronicznym i komputerów. Największymi przedsiębiorstwami z branży elektronicznej są IBM, Microsoft, General Electric, Intel, Texas Instruments, Motorola, Hewlett-Packard, Apple Inc., Advanced Micro Devices, Oracle Corporation oraz ponad 3 tys. przedsiębiorstw w rejonie Doliny Krzemowej.

### Przemysł nowych technologii

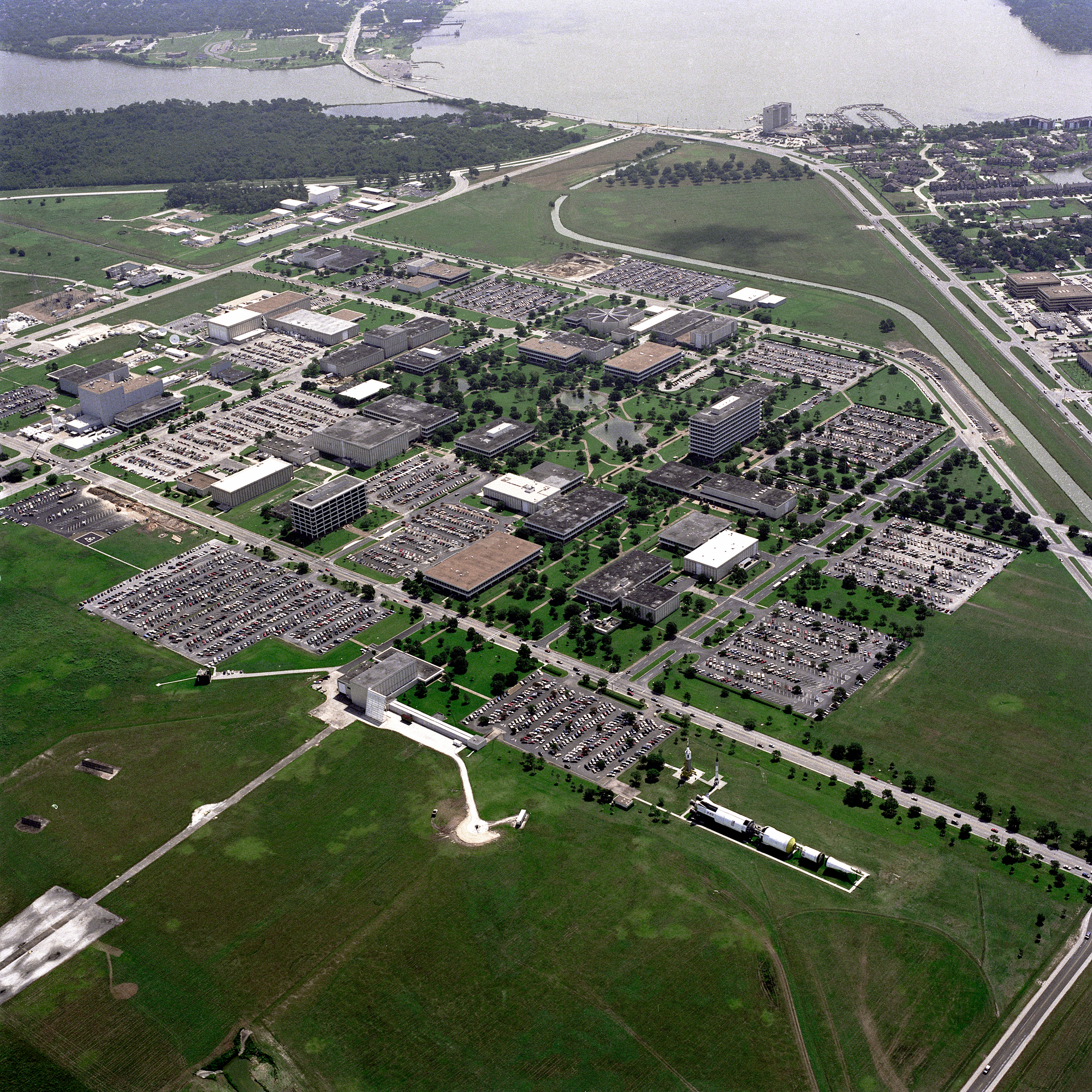
Centrum Lotów Kosmicznych imienia Lyndona B. Johnsona w 1989

Stany Zjednoczone są światowym liderem w wykorzystywaniu nowych technologii w przemyśle. W USA znajduje się najwięcej na świecie technopolii. Są to m.in. Dolina Krzemowa, Orange County, czy Droga 128. Głównym miejscem tworzenia technopolii jest stan Kalifornia. Nowe Technologie wdrażane są przede wszystkim w przemyśle kosmicznym i farmaceutycznym.
USA są krajem o największym obszarze pokrytym zasiewami GMO. Są to głównie zasiewy kukurydzy i pszenicy. Amerykańskie przedsiębiorstwa są światowymi potentatami w takich dziedzinach jak elektronika, telekomunikacja, informatyka, nanotechnologia, biotechnologia, medycyna, bioinformatyka, energetyka, genetyka czy chemia.

### Eksploracja kosmosu

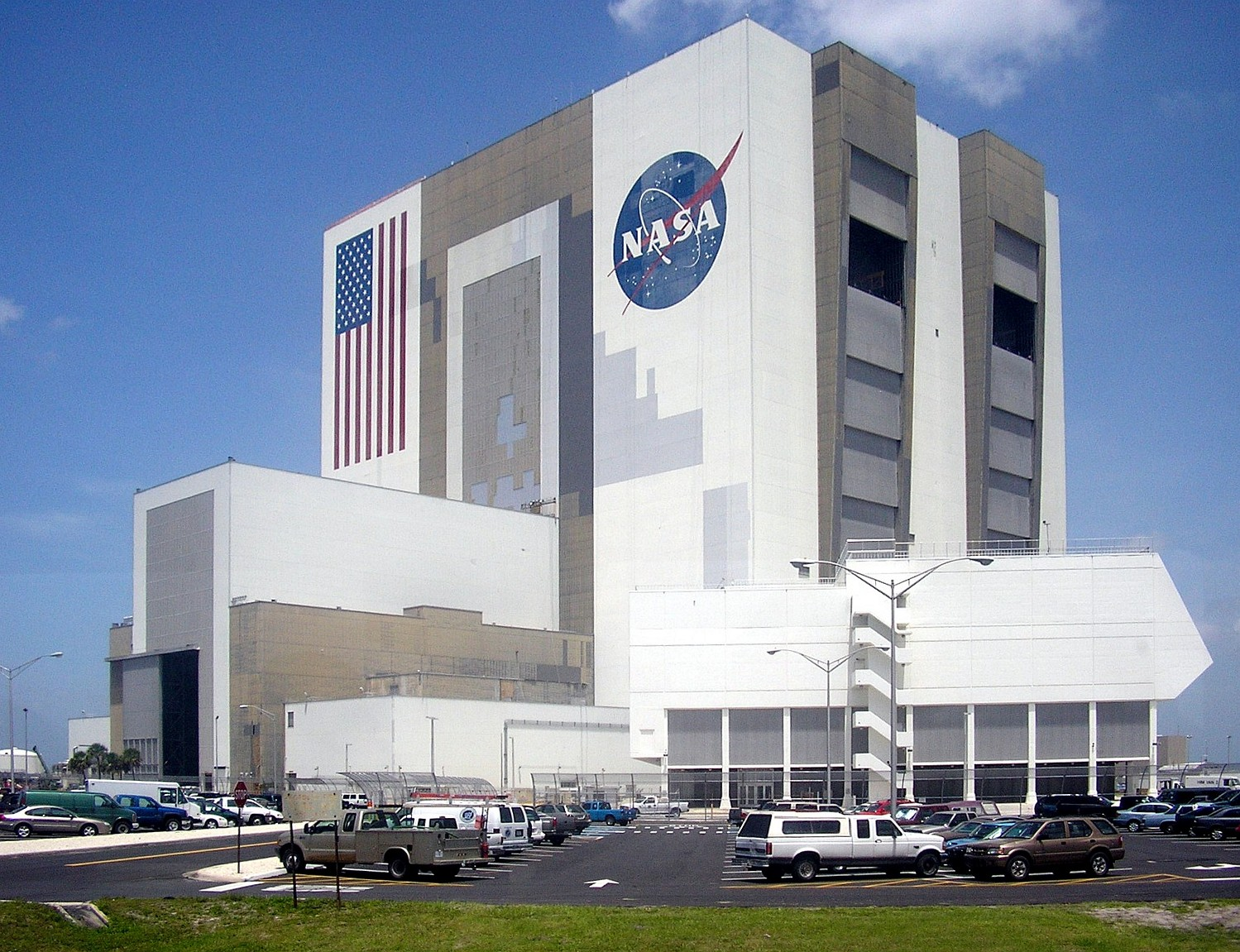
Centrum Kosmiczne Johna F. Kennedy’ego

National Aeronautics and Space Administration (NASA) ma największy budżet spośród wszystkich agencji kosmicznych. USA są jednym z trzech krajów (obok Rosji i Chin) zdolnych wysłać człowieka w kosmos. USA są operatorem największej liczby sztucznych satelitów. Stany Zjednoczone zaangażowane są w budowę Międzynarodowej Stacji Kosmicznej. Amerykanie mogą się poszczycić faktem, że są jedynym krajem, którego astronauta wylądował na Księżycu. Kraj posiada wiele ośrodków badawczych:
- Centrum Kosmiczne Johna F. Kennedy’ego, Floryda
- Centrum Lotów Kosmicznych imienia George’a C. Marshalla, Huntsville, Alabama
- Centrum Lotów Kosmicznych imienia Lyndona B. Johnsona, Houston, Teksas
- Centrum Lotów Kosmicznych imienia Roberta H. Goddarda, Greenbelt, Maryland
- Centrum Badawcze imienia Josepha Amesa, Moffett Field, Kalifornia
- Centrum Badania Lotu imienia Neila A. Armstronga, Edwards, Kalifornia
- Jet Propulsion Laboratory, Pasadena, Kalifornia
- Langley Research Center(inne języki), Hampton, Wirginia
- Centrum Badawcze imienia Johna H. Glenna, Cleveland, Ohio
- Michoud Assembly Facility(inne języki), Nowy Orlean, Luizjana
- John C. Stennis Space Center, Bay St. Louis, Missisipi
- Wallops Flight Facility, Wallops Island, Wirginia

## Usługi

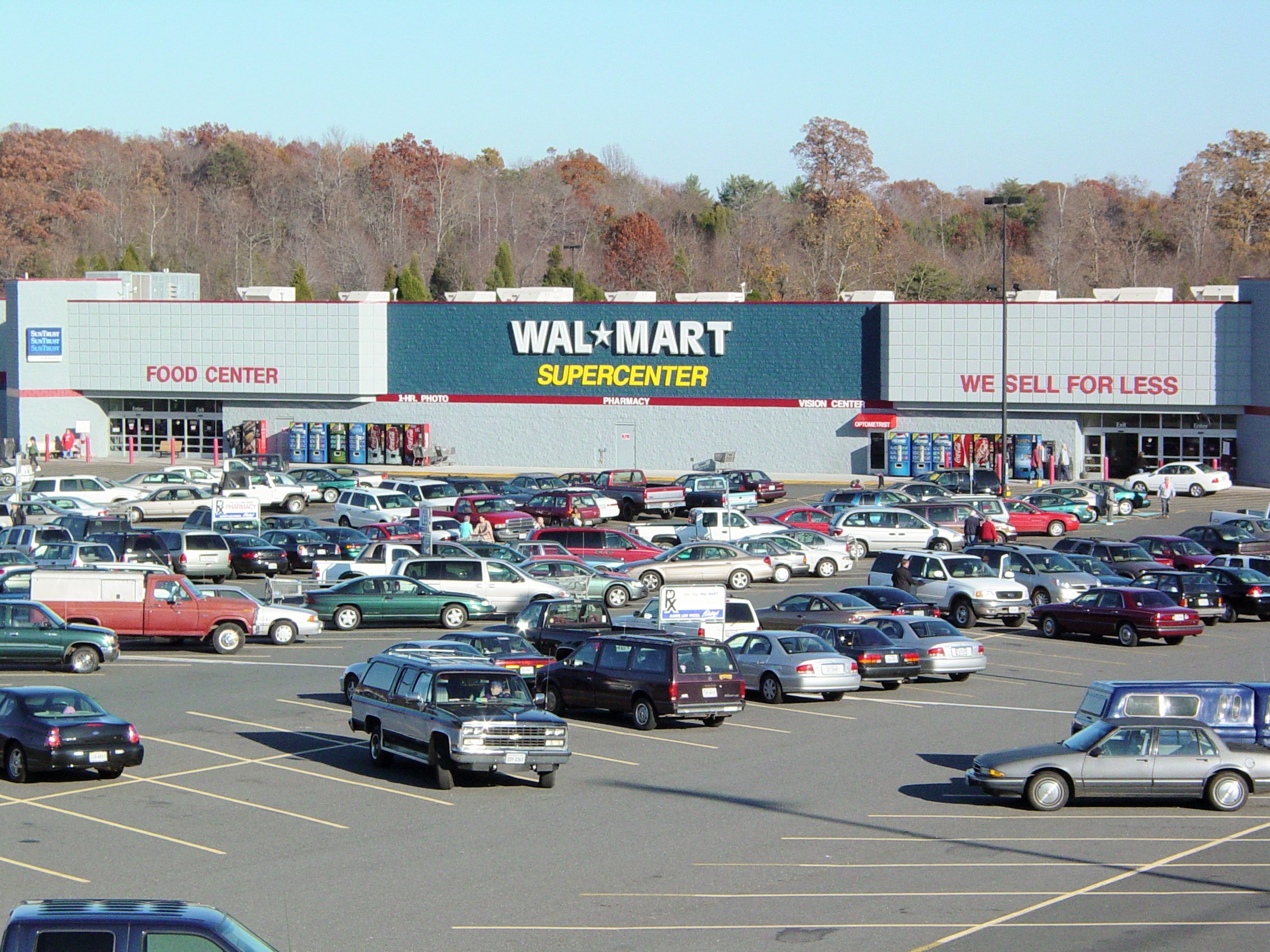
Wal-Mart to największa amerykańska sieć hipermarketów

Usługi są najważniejszą częścią gospodarki USA. Dają zatrudnienie 76,3% zatrudnionym i generują 78,6% PKB.
W USA znajdują się siedziby niemal wszystkich większych sieci restauracji fast food: McDonald’s, KFC, Little Caesars, Wendy’s, Dunkin’ Donuts, Taco Bell, Subway oraz Pizza Hut. Swe siedziby mają tu również wielkie sieci handlowe m.in. Wal-Mart, Old Navy, Target Corporation, Home Depot i Lowe’s. Amerykańskie sieci handlowe są jednymi z największych prywatnych pracodawców zarówno w kraju, jak i na świecie. Sieć sklepów Wal-Mart zatrudnia 2 100 000 pracowników, a sieć sklepów budowlanych Home Depot – 209 300 pracowników.

### Finanse

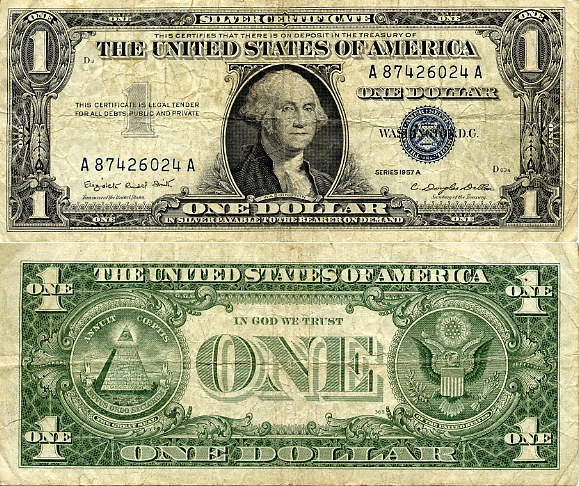
Dolar amerykański jest podstawową walutą międzynarodowego systemu monetarnego

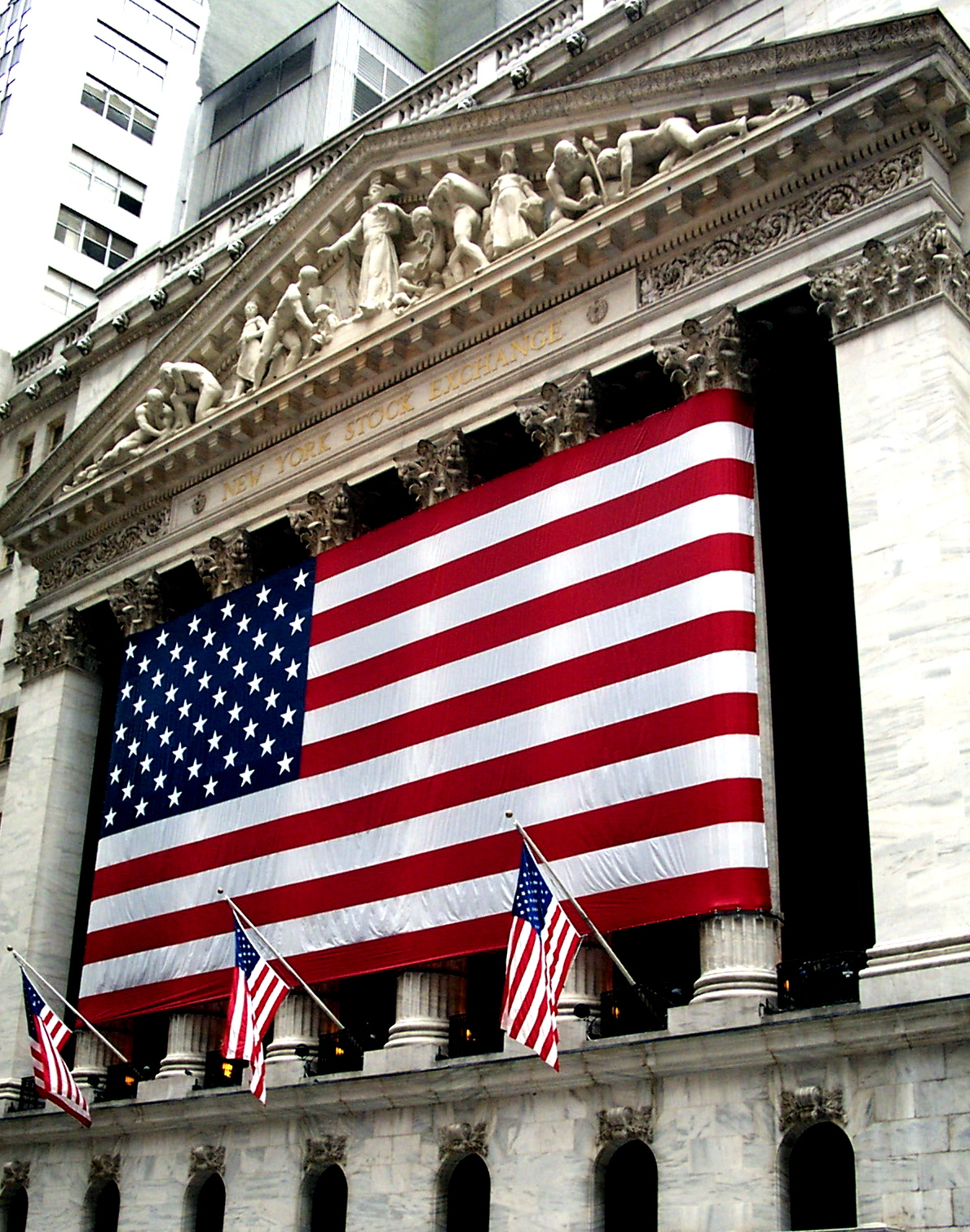
Giełda w Nowym Jorku

Nowy Jork jest drugim po Londynie co do wielkości ośrodkiem finansowym na świecie. W Nowym Jorku znajdują się dwie największe giełdy na świecie: New York Stock Exchange i NASDAQ. W Chicago znajduje się największa na świecie giełda rolnicza: Chicago Mercantile Exchange. W USA swoje siedziby posiadają jedne z największych banków na świecie m.in.: Citigroup, Bank of America, JPMorgan Chase, Goldman Sachs i Washington Mutual oraz przedsiębiorstwa ubezpieczeniowe, jak np. American International Group.

### Turystyka
Stany Zjednoczone są trzecim krajem pod względem przyjmowanych turystów. W 2007 roku do USA przyjechało 56 mln turystów. Więcej turystów przyjęły tylko Francja i Hiszpania. Stany Zjednoczone są jednak krajem, który najwięcej zarobił na turystyce. Wartość wpływów zostawionych w USA przez turystów wynosi 96,7 mld dolarów. Turyści najchętniej odwiedzają duże metropolie, głównie Nowy Jork, Chicago, Los Angeles, Las Vegas i San Francisco.

### Służba zdrowia
Stany Zjednoczone wydają najwięcej na świecie na służbę zdrowia. Rocznie wydaje się tam na ten cel 1,8 bln dolarów, co stanowi 13% PKB USA. Dzięki temu pod względem innowacyjności amerykańska służba zdrowia jest w światowej czołówce, ale pod względem dostępu do niej jest znacznie gorzej. W USA nie ma powszechnych ubezpieczeń zdrowotnych. Aż 41 mln Amerykanów nie posiada tego typu ubezpieczeń. Amerykańska służba zdrowia posiada, w przeciwieństwie do większości krajów europejskich, bardzo znaczący udział sektora prywatnego. Aż 36% środków wydanych na leczenie Amerykanów wydali prywatni ubezpieczyciele. Rząd federalny i stanowe, z podatków nałożonych na obywateli, pokryły 44% kosztów świadczeń medycznych. Obywatele z własnej kieszeni opłacili 15% świadczeń medycznych. Od kilku lat amerykańscy prezydenci, głównie z Partii Demokratycznej, chcą wprowadzić powszechne ubezpieczenia zdrowotne i państwową kasę chorych, ale żadnemu z nich się to do tej pory nie udało, głównie ze względu na sprzeciw prywatnych przedsiębiorstw ubezpieczeniowych.

## Handel zagraniczny

### Eksport
Stany Zjednoczone są trzecim eksporterem na świecie. Wartość eksportu USA wynosi 1,024 bln USD. Na eksport składają się głównie maszyny i urządzenia, komputery, samoloty, wyposażenia kompletnych obiektów przemysłowych (elektrowni cieplnych, wodnych i jądrowych, rafinerii, hut, fabryk) samochodów, samochody, broń, tworzywa sztuczne, leki, zboża, tytoń do: Kanady (23,4%), Meksyku (13,3%), Japonii (6,1%), Chiny (4,6%), Wielkiej Brytanii (4,3%).

### Import
USA są największym importerem na świecie. Wartość towarów importowanych do USA wyniosła 1,869 bln USD. Importowane są głównie samochody osobowe, statki, komputery i sprzęt elektroniczny, surowce mineralne, paliwa, cukier, owoce, herbata, kawa, odzież, obuwie, drewno z: Kanady 16,9%, Chin 15%, Meksyku 10%, Japonii (8,2%), Niemiec (5%).

## Transport

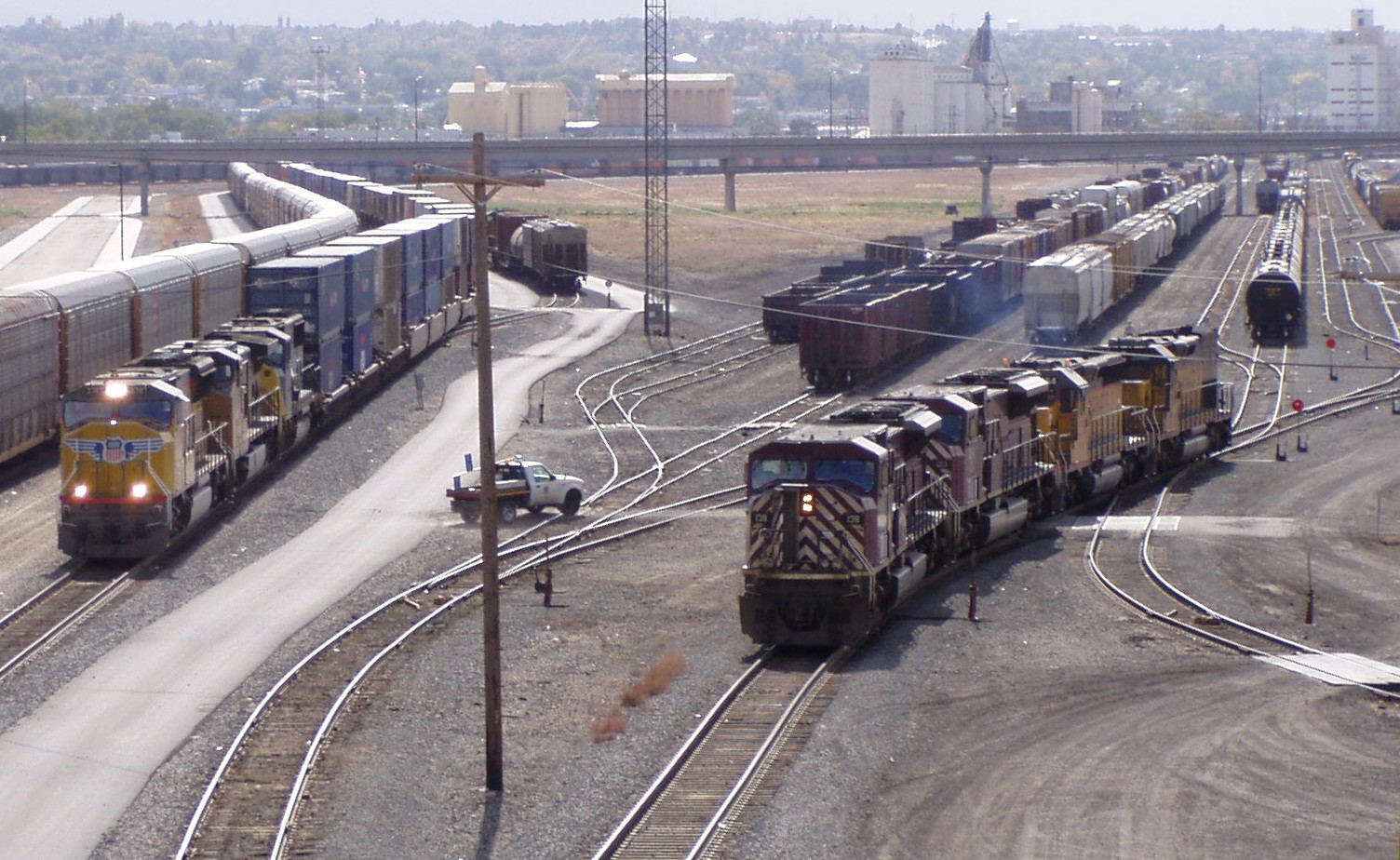
Sieć kolejowa Union Pacific Railroad

### Transport kolejowy
219 tys. km dróg kolejowych (39% przewożonych ładunków). Pierwszą transkontynentalną linię kolejową Nowy Jork – Chicago – Omaha – San Francisco (długość 5450 km) wybudowano w latach 1862–1869 (tzw. Pacific Union). Obok niej większe znaczenie mają linie biegnące równoleżnikowo z Nowego Jorku do Portland i Los Angeles, oraz południkowo Seattle – San Diego, Chicago – Nowy Orlean, Nowy Jork – Miami. W budowie jest m.in. linia dużych prędkości (wzorowana na francuskiej TGV) Austin – San Antonio. Specyfika kolei amerykańskiej polega na dominacji trakcji spalinowej (zaledwie 1667 km linii jest zelektryfikowanych). Kolej odegrała znaczącą rolę w kolonizacji terenów na zachód od Missisipi oraz przy napędzaniu koniunktury gospodarczej w XIX w. (1880 zużywała 80% krajowej produkcji stali, 15% węgla i 10% drewna). W 1918 r. długość linii kolejowych była nieomal dwukrotnie wyższa niż obecnie (420 tys. km).

### Transport drogowy

Sieć drogowa w Stanach Zjednoczonych

Rozwój motoryzacji w XX w. spowodował likwidację nierentownych linii, a rozbudowę autostrad (długość ponad 77 tys. km). Przez terytorium USA przebiega m.in. 8 transkontynentalnych autostrad z północy na południe i 5 ze wschodu na zachód. W 2000 w użytkowaniu znajdowało się ponad 211 mln samochodów osobowych (770 na 1000 mieszkańców) i 85 mln ciężarowych.

### Transport lotniczy

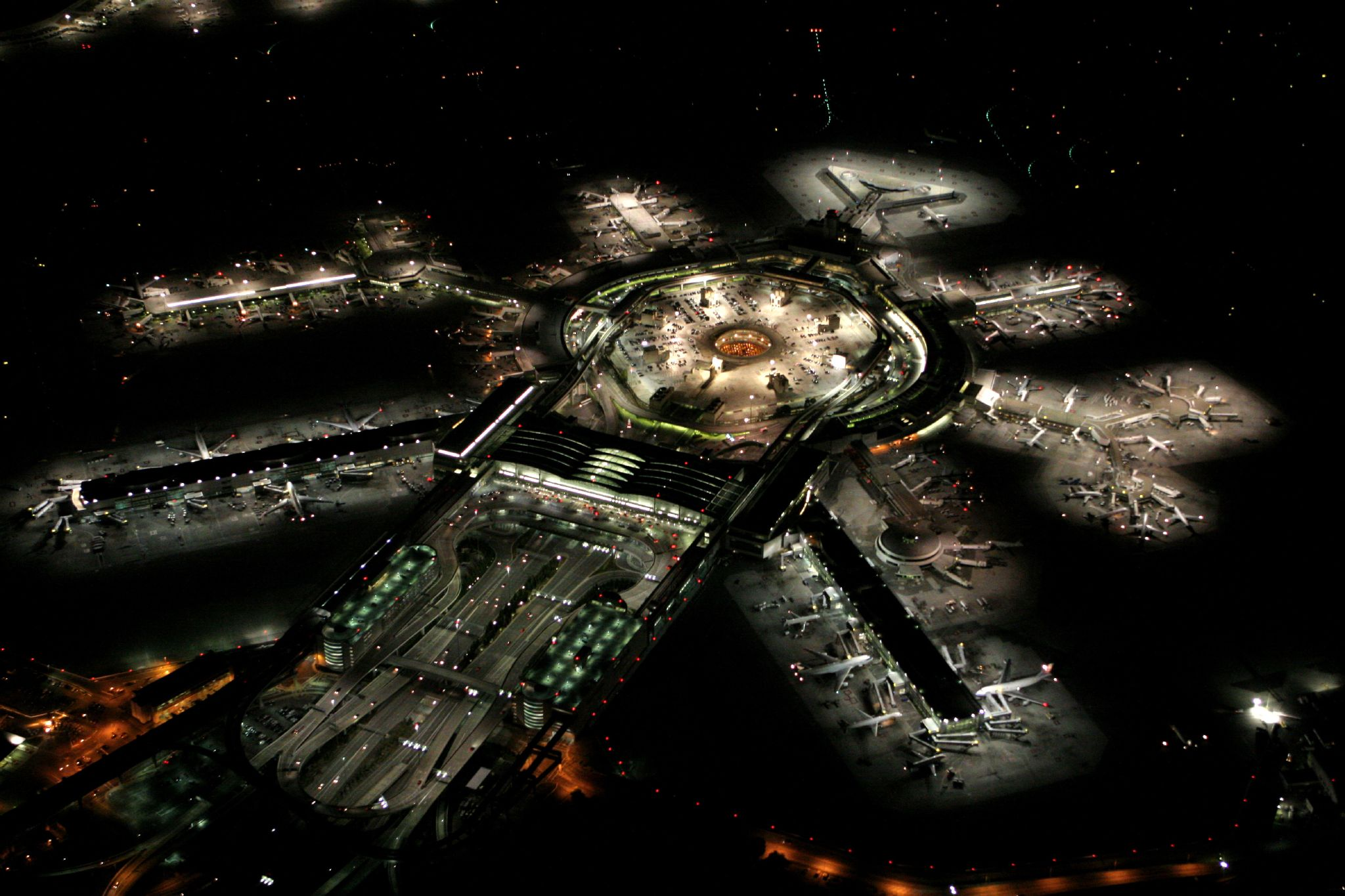
San Francisco – Międzynarodowy Port Lotniczy nocą

Sieć połączeń lotniczych jest najgęstsza na świecie, obsługiwana jest przez blisko 13 tys. samolotów w rękach wielkich towarzystw lotniczych (American Airlines, Delta Airlines, Northwest Airlines, United Airlines, Continental Airlines) ze sobą konkurujących (1991 upadek Pan American i Eastern Air Lines). Amerykańskie towarzystwa lotnicze kontrolują przewóz ok. 30% towarów droga lotniczą i 40% pasażerów. W USA znajdują się 834 porty lotnicze, w tym 4 największe na świecie: Atlanta-Hartsfield, Chicago-O’Hare, Los Angeles i Dallas-Fort Worth i kilkanaście innych gigantów (San Francisco, Denver, Nowy Jork, Miami, Newark, Honolulu, Detroit). Amerykańskie porty lotnicze przyjmują ok. 0,5 mld pasażerów rocznie.

### Transport wodny
W żegludze śródlądowej, wykorzystywanej w transporcie rud żelaza, węgla kamiennego, siarki, drewna, zboża, bawełny, główną rolę odgrywa kilka systemów rzecznych, a zwłaszcza jeden szlak Wielkich Jezior z Rzeki Św. Wawrzyńca, połączoną kanałami z Missisipi i Oceanem Atlantyckim (w rejonie Nowego Jorku), z portami Duluth, Superior, Detroit, Chicago, Cleveland drugi system wodny Missisipi z Missouri i Ohio, trzeci zespół portów na rzece Delaware (Filadelfia, Trenton, Wilmington). Nośność morskiej floty handlowej USA wynosi ok. 30 mln DWT (w tym 16,4 mln DWT – zbiornikowce), nie licząc statków amer. pływających pod “tanimi banderami”; 51 portów morskich obsługuje przeładunki powyżej 10 mln t rocznie, największe z nich to Houston–Galveston, Corpus Christi, Long Beach, Hampton Roads, Nowy Jork, Nowy Orlean, San Francisco, Tampa.

## Emisja gazów cieplarnianych
Z wysoką pozycją gospodarczą wiąże się znaczący udział w światowej emisji gazów cieplarnianych. W 2018 Stany Zjednoczone emitowały około 5,3 Gt dwutlenku węgla pochodzenia kopalnego, odpowiadając za 13,9% jego światowej emisji i zajmując drugie miejsce po Chinach. Łączna emisja równoważnika dwutlenku węgla ze Stanów Zjednoczonych wyniosła w 1990 roku 6 117,771 Mt, z czego 5 063,855 Mt stanowił dwutlenek węgla. W przeliczeniu na mieszkańca emisja wyniosła wówczas 20,052 t dwutlenku węgla, a w przeliczeniu na 1 dolar PKB 551 kg. Po roku 1990 całkowita emisja wahała się, osiągając maksimum w połowie pierwszej dekady XXI w. W 2018 emisja dwutlenku węgla pochodzenia kopalnego wyniosła 5 275,478 Mt, a w przeliczeniu na mieszkańca 16,144 t i w przeliczeniu na 1 dolar PKB 290 kg. Przez cały czas główne branże odpowiedzialne za tę emisję to energetyka i transport, a udział tej drugiej branży rósł. W tej pierwszej z kolei spalanie węgla kopalnego malało na rzecz wzrostu spalania ropy naftowej i gazu ziemnego. W 2018 95% emisji dwutlenku węgla pochodzenia kopalnego pochodziło ze spalania paliw. W całkowitej emisji gazów cieplarnianych dwutlenek węgla w 2018 stanowił ok. 81%, podczas gdy emisje metanu stanowiły prawie 10%, a podtlenku azotu i gazów fluorowanych po około 4,5%. Głównym źródłem emisji metanu jest wydobycie i przetwórstwo paliw kopalnych (42,3%), na drugim miejscu rolnictwo z hodowlą (34,7%), a na kolejnym emisja z oczyszczalni ścieków i składowisk odpadów (18,8%). Zauważalne ilości podtlenku azotu emitowane są z rolnictwa i przemysłu chemicznego.

## Globalny kryzys finansowy
Stany Zjednoczone uznaje się za źródło światowego kryzysu finansowego. Na kryzysie poważnie ucierpiał amerykański przemysł, zwłaszcza branża samochodowa. General Motors i Chrysler ogłosiły bankructwo. W USA zanotowano rekordowy wzrost bezrobocia.

### Plan ratunkowy dla gospodarki
19 września 2008, podczas pogarszającej się ogólnej globalnej sytuacji finansowej, ministerstwo skarbu USA podjęło w uzgodnieniu z Fed działania stabilizacyjne dla szczególnie zadłużonych instytucji finansowych, polegające na stworzeniu planu wykupienia wszystkich długów za pomocą ustawowo powołanej specjalnie do tego celu instytucji. Koszt tego wykupienia był szacowany na co najmniej 814 miliardów dolarów. Plan ten nazwany został planem Paulsona (od nazwiska sekretarza skarbu i wieloletniego prezesa Goldman Sachs). Koszt ten poniosą podatnicy USA. Prezydent Obama zapowiedział nowy plan ratunkowy dla gospodarki o wartości ponad 787 miliardów dolarów. Plan zakładał powstanie 3–4 milionów miejsc pracy w ciągu dwóch lat. Pół miliona ludzi miałoby znaleźć pracę przy modernizacji infrastruktury i budowie sieci szerokopasmowego Internetu. Podobna liczba – w nowym przemyśle energii odnawialnej. Większość publicznych pieniędzy pójdzie na wydatki społeczne poprawiające sytuację osób najbiedniejszych (np. zdrowie publiczne), podniesienie siły nabywczej obywateli oraz zwiększenie spójności społecznej i ekonomicznej: zasiłki dla bezrobotnych, ubezpieczenia zdrowotne, kupony żywnościowe dla najbiedniejszych oraz dofinansowanie szkolnictwa i policji.

## Pandemia COVID-19
Podczas epidemii COVID-19 w Stanach Zjednoczonych wniosek o zasiłek dla bezrobotnych złożyło ponad 10% Amerykanów (przynajmniej 33 miliony ludzi). Oprócz zasiłku w wysokości średnio 38 procent pensji otrzymują oni dopłatę do zasiłku w wysokości 600$ tygodniowo (2524,43 złotych tygodniowo, miesięcznie 10 097,72 złotych). Niektórzy otrzymują więcej pieniędzy, niż zarabiali na etacie. Pieniądze uzyskano na to z tzw. dodruku („luzowanie ilościowe”) dolara. Stworzyło to nową sytuację w której znaczna ilość zwłaszcza gorzej zarabiających Amerykanów, za siedzenie w domu dostają te same lub nawet większe pieniądze niż pracując na etacie. Fed stwierdził, że nadrukuje tyle dolarów, ile będzie potrzeba.

## Oparcie o nieudokumentowanych imigrantów
Mimo że przedstawiciele federalni oficjalnie twierdzą, że wszyscy powinni przebywać w kraju legalnie, to jednak ustawodawstwa poszczególnych stanów są tak zrobione, że dopuszczają życie imigrantów bez dokumentów, pod warunkiem niełamania przez nich prawa. Dobrym przykładem jest prawo jazdy. W tym kraju zastępuje ono zasadniczo dowód osobisty. Dlatego jest też wydawane głównie osobom posiadającym legalne pozwolenie na krótkotrwały czy długotrwały pobyt. Ale władze stanowe dobrze wiedzą, że dużo zarabiają na pracy nieudokumentowanych (czy nazywanych przez przeciwników nielegalnych) imigrantów. Dlatego oprócz prawa jazdy w niektórych stanach osoby nieposiadające do tej pory prawa jazdy mogą uzyskać dokument zwany driving privilege card, który uprawnia do jazdy samochodem.